# عینیت‌گرایی (آین رند)
عینیت‌گرایی (ابژکتویسم) نام نظریه فلسفی ایجاد شده توسط فیلسوف و رمان‌نویس روسی-آمریکایی آین رَند است. اصول مرکزی عینیت‌گرایی این است که:
- واقعیتی مستقل از خودآگاهی وجود دارد.
- انسان‌ها از طریق ادراک حسی به‌طور مستقیم با واقعیت در ارتباطند.
- دانش عینی از ادراک، از طریق فرایند شکل‌گیری مفاهیم و منطق استقرایی به دست می‌آید.
- هدف زندگی اخلاقی مناسب، پیگیری خوشحالی خود (یا خودپرستی عقلایی) است.
- تنها نظام اجتماعی منطبق بر این اخلاقیات، احترام کامل به حقوق فردی از طریق سرمایه‌داری لسه فر است.
- و نقش هنر در زندگی انسان تغییر ایده‌های متافیزیکی از طریق تکثیر گزینشی واقعیت به یک فرم فیزیکی خاص (یک اثر هنری) است، که انسان می‌تواند از طریق احساسات آن را درک کرده و به عنوان واکنش نشان دهد.

رند عینیت‌گرایی خود را «فلسفه‌ای برای زندگی در زمین» توصیف کرده‌ است، که بر اساس واقعیت و با هدف تعریف طبیعت انسان و طبیعت جهانی که در آن به‌سر می‌بریم است.
فلسفه من، در اصل، مفهوم انسان به عنوان موجودی قهرمان است، با شادی‌هایش به عنوان هدف اخلاقی زندگی، با دستاوردهای پربارش به عنوان بهترین فعالیت، و با خرد به عنوان تنها مطلق موجود.
-آین رند، اطلس شورید
رند ایده‌های فلسفی خود را در ابتدا در رمان‌های سرچشمه و اطلس شورید ارائه کرد.

## فلسفه

### اخلاق: منفعت شخصی
عینیت گرایی دربرگیرندهٔ مباحثات مبسوطی در زمینهٔ دغدغه‌های اخلاقی است. رند در آثارش از جمله فضیلت خودخواهی، ما زندگان، و اطلس شورید دربارهٔ اخلاقیات نوشته‌است. رند اخلاقیات را «مجموعه‌ای از ارزش‌ها به منظور هدایت انتخاب‌ها و کنش‌های انسان-انتخاب‌ها و کنش‌هایی که مقصود و جریان زندگی را تعیین می‌کنند» تعریف می‌کند. رند معتقد است که پرسش اول این نیست که مجموعهٔ ارزش‌ها چه باید باشد، پرسش اول این است که «آیا مرد اصلاً به ارزش‌ها نیاز دارد-و چرا؟» بنا به رند، «این فقط مفهوم زندگی است که مفهوم ارزش را ممکن می‌کند» و، «این واقعیت که یک موجود زنده هست، تعیین می‌کند که چه باید بکند.» رند می‌نویسد: «تنها یک آلترناتیو بنیادی در این جهان وجود دارد: بودن یا نبودن-و این مربوط به یک طبقهٔ از چیزهاست: ارگانیسم‌های زنده. وجود ماده غیر زنده قطعی است، … وجود حیات قطعی نیست: به یک جریان خاص کنش‌ها وابسته است… تنها یک ارگانیسم زنده است که با یک آلترناتیو ثابت روبروست:مسالهٔ مرگ یا زندگی.»